# Republika srbská (1992–1995)
Republika srbská (RS; cyrilicí: Република Српска, lit.  'Srbská republika',) byl samozvaný stát v jihovýchodní Evropě pod kontrolou armády Republiky srbské během bosenské války. Prohlašovala, že je suverénním státem, ačkoli tento nárok byl bosenskou vládou (jejíž území bylo uznáno jako nominální součást) v Ženevské dohodě, OSN a SR Jugoslávií uznán pouze částečně. Prvních šest měsíců své existence byla známá jako Srbská republika Bosna a Hercegovina (srbsky: Српска Република Босна и Херцеговина / Srbská Republika Bosna i Hercegovina).
Po roce 1995 byla Republika srbská uznána jako jeden ze dvou politických subjektů tvořících Bosnu a Hercegovinu. Hranice RS po roce 1995 jsou s několika vyjednanými úpravami založeny na frontových liniích a situaci na zemi v době Daytonské dohody. Entita jako taková je především výsledkem bosenské války bez jakéhokoli přímého historického precedentu. Její území zahrnuje řadu četných historických geografických regionů Bosny a Hercegoviny, ale (vzhledem k výše uvedené povaze hraniční linie mezi entitami) jich v úplnosti obsahuje jen velmi málo. Podobně na území Republiky srbské v minulosti existovaly různé politické jednotky, ale jen velmi málo jich existovalo pouze v rámci regionu.